# 国際電話
国際電話（こくさいでんわ）とは、国外との間で電話による通話を行うことを指す。国内通話でも、海外を経由した通話もこれに含まれる。特に携帯電話にかける場合、アクセスチャージの内外価格差により海外を経由したほうが安くなることもある。

## 国際通信網

### 概要
国際通信網は、公衆交換電話網であり国際中継交換機と網管理設備とを設置した国際関門局間をメッシュ状の海底ケーブル・通信衛星ネットワークで相互接続している。国際関門局・中継回線は、障害時に迂回できるように複数設置されることが一般的である。
相手国や中継する国に問題がある場合を除いて安定した通話が可能である。開発途上国への通話の場合、相手国側の電話網が劣悪なために正常な接続がされない場合もある。
2000年代から、通話料金が安価なIP電話で国際電話を架けることが可能であるが、加入電話からの国際電話同様に海底ケーブルを経由するものの、通信方式が従来の専用線と異なるため、通話品質の面で問題が出たりFAXが正常に送れないといった事象が希に発生する場合もある（IP電話の場合、自宅と電話局局舎間でのトラブルの可能性もある）。

### 国際中継交換機
国際中継交換機は、次の機能を持つ。
- 信号方式：共通線信号No.7
- エコー制御：通話ごとに音声かデータ通信かを判別しエコー除去の有効無効を切り替える。
- 符号化方式の変換：CEPT（Conference of European Posts and Telecommunications）系のA符号化則が通信相手の場合、日本・米国系のμ符号化則側で変換する。
- 課金処理：発信者・着信者・第三者・クレジットカードへの課金、発信元・中継・着信先各事業者への料金配分のためのデータ作成を行う。
- 回線制御：海底ケーブルよる接続が一般的である。迂回などで衛星回線を経由する場合、相手への送話が遅れることがある。
- ルーチング制御：接続回線の衝突などの場合、要因を判定し障害部分を回避して再接続するリルーチング処理が行われる。

## 国際電話サービス
- オペレータ通話
  - 指名通話
  - 番号通話
  - コレクトコール
- 国際電話プリペイドカード
- リチャージ式国際電話プリペイドカード
- 事前申込
- インターネット電話
- 広告付き国際電話サービスの場合

国際電話が相手につながる前に広告を聞くことで、国際電話料金分が0円になり、国内通話料金だけで海外に電話ができるサービス。登録や基本料金不要で、固定電話、携帯電話、PHS、公衆電話からもかけることができる。対象国は10ヶ国前後で、対象国であってもその国の携帯電話にかけられない国もある。

## 国際電話番号
ITU-T E.164により国際電話番号計画が定められている。多くの国に対して、国番号や電話番号をダイヤルすることで、直接電話をかけることが可能である。
インターネット電話サービスの一つであるSkypeの有料サービス・スカイプインを使うことで、本来その番号が割り当てられている国以外の国で番号を使うことが可能になっている（例えばアメリカの番号を取得し、日本で使うことが可能である）。

## 国際電話の歴史
- 1930年 - 国際無線電話開始。
- 1978年 - インマルサットサービス開始。

## 日本の国際電話

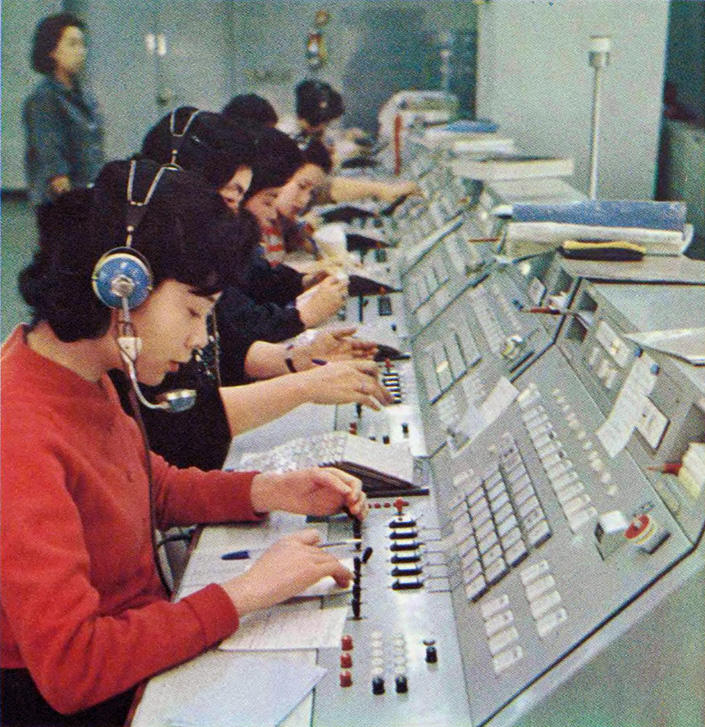
KDDの交換台（1960年代）

### 歴史
- 日本においては、1934年（昭和9年）に東京 - マニラ間の無線国際電話が日本初の国際電話として開通した。
- 1964年 - 日本 - アメリカ合衆国間で国際電信電話 (KDD) とAT&Tにより、太平洋横断海底ケーブルTPC-1が敷設され、日米の国際電話の接続が容易になった。
- 1989年6月 - 国際ISDNを日米英間で開始。
- 1998年 - 国際電信電話法が廃止され、KDD以外の企業でも国際回線を保有することが可能となった。
- 2000年 - 国際ローミングサービス開始。
- 2002年 - 国際IP電話サービス開始。
- 2005年 - イリジウム（衛星コンステレーション）サービス開始。

### 日本からのダイヤル方法
現在、日本から国際電話をかける場合は、利用状況に応じて、次のような操作を行う。なお010は、日本国内での国際電話の識別番号であり国際プレフィックスと呼ばれ（「日本の電話番号」を参照）、マイライン開始時に導入された。

#### 一般固定電話からの手動接続の場合
日本では逓信省が1934年から始めたサービスである。
国際電話会社の手動接続受付窓口（日本国内のKDDI: 0051）に電話し、相手方の番号を申し出てかけてもらう「交換台経由接続」となる。2019年現在は、番号に加えて話したい相手を指定し、相手が不在の場合には課金されない指名通話のみの取り扱いとなっている。かつては、誰が応答してもよい場合に使い、繋がった瞬間から課金される番号通話、通話料金を相手払いとする扱いで、交換手が外国の相手先に料金負担の承諾を確認してから繋ぐコレクトコール（料金着信者負担通話）もあった。
利用者が激減したことから2008年7月28日、KDDIは手動接続受付を2010年（平成22年）3月31日に廃止すると発表したが、総務省より存続を要請されたことなどを受けて2010年2月、存続を決定した。KDDIは2010年9月30日をもって、番号通話並びに日本発信のコレクトコールを廃止した。2010年時点で年間1万件近い利用がある。

#### 自動料金即知機能の場合
国際電話各社、国際電話を通話した直後に、直前に架けた通話の通話時間と割引サービス適用前の料金を通知するサービスがある。これは、比較的高い国際電話の料金をすぐに知ることができるサービスである。専用の認識番号の後に、相手先の電話番号を回すと、通話が終了した直後に電話会社から折り返しコールバックがあり、自動音声で知ることが出来る。通常は特別な利用料は掛からず、割引サービスも適用される。（国内電話のNTT100番通話に相当する）
- KDDI

0052-国番号-相手先の電話番号(2020年9月30日サービス終了)
- ソフトバンク

0062-国番号-相手先の電話番号(2017年3月31日サービス終了)
- NTTコミュニケーションズ

00347-国番号-相手先の電話番号

#### 一般固定電話からの自動接続の場合

##### 国際電話のマイライン（プラス）登録時
- 010-国番号-相手先国内番号

##### 国際電話のマイライン（プラス）未登録時
- 事業者番号-010-国番号-相手先国内番号
  - 2003年4月30日までは、事業者番号-国番号-相手先国内番号により掛ける事ができたが、上記の方式に統一された[注 2]。

#### IP電話の場合
- 010-国番号-相手先国内番号

#### 携帯電話の場合
（各事業者のサービスを利用する場合）
- NTTドコモ、SoftBank、Y!mobile
010-国番号-相手先国内番号
- au
  - 010-国番号-相手先国内番号
  - 001-010-国番号-相手先国内番号
  - 005345-010-国番号-相手先国内番号

※現在はほとんどの携帯電話の初期契約と共に別途オプション契約をしなくても国際電話サービスは付帯しているが、古い機種を使っている場合は、別途オプション契約が必要な場合もある。また、携帯電話各社が行っている国際電話サービスとは別に別途国際電話会社と契約をした場合のダイヤル操作方法（国際電話会社の識別番号等）に関しては、その国際電話会社の通話方法に準じる。

### 外国から日本へ国際電話をかける場合
国際電話識別番号は国によって異なるが、アメリカ合衆国 (011) からの場合は
- 011-81（日本の国番号）-市外局番[注 3]-市内局番-加入者番号

例えば03-8765-○○○○、または携帯電話宛ての090/080/070-××××-○○○○へかける場合は
- 011-81-3-8765-○○○○
- 011-81-90-××××-○○○○
- 011-81-80-××××-○○○○
- 011-81-70-××××-○○○○

また、KDDI、NTTコミュニケーションズ、ソフトバンクなど日本の大手通信会社で国際電話を扱っている会社などがサービスを行っているクレジットカード支払い経由の国際電話を利用すると旅行などではとても便利に日本へ電話を掛けられる事ができる。全体的に直通の国際電話よりは安めに通話料金が設定されている事が多い。ただし、海外へ行く前にクレジットカードの暗証番号を覚えておく事と各電話会社の現地のアクセス番号を確認する事が必要である。それ以外の方法としては、現地のスーパーやコンビニ、タバコ屋、新聞販売所などの小販売店またはチャイナタウンなどのコミュニティでも格安通話料の国際電話カードなどが売られている。

### 国際電話を利用したアダルトコンテンツの問題
1996年から2000年頃にかけて、一部の国に国際電話をかけさせるアダルトコンテンツが問題になったことがある。これは、電話番号を「0013-73-xxxxxx」「0019-72-xxxxxx」「0016-83-xxxxxx」などと表記し、一見国際電話には見えないように偽装して国際電話をかけさせるものである。この上記例はモルドバ（国番号373）、イスラエル（国番号972）、ニウエ（国番号683）への、旧方式による旧KDD（現KDDI）を利用した国際電話である。着信側の通信事業者に支払われる通話料金の一部が、コンテンツ事業者に支払われているとみられている。この方法は、国際電話の発信方法が変更された2001年より利用できなくなった。
ロシアの電話会社では、呼び出し音の代わりに、音楽を流したり、アダルトテープを流したりして、課金を免れる違法な電話があった。これに対して、KDDIは1分呼び出し音がなったら強制切断という対策が講じられた。
また、ダイヤルアップによるインターネット接続が広く使われていた時期に、接続先電話番号が意図せず海外の電話番号に変更されてしまい、多額の国際通話料金を請求される事例が多発した。アダルトサイト等へアクセスした際に、接続先を変更するプログラムがダウンロード・実行されたことが原因と考えられている。通信事業者各社は対策として、2002年12月頃から、セーシェル（国番号248）など料金トラブルが多発している特定対地宛の国際ダイヤル通話サービスを休止した。KDDIでは、休止した対地宛はオペレータ扱いの通話しかできない状態であったが、この措置が行われていた間は国際ダイヤル通話の料金を適用していた。この問題の沈静化により、2010年4月20日よりKDDIでは国際ダイヤル通話が再開された。事業者によっては、2018年10月現在も休止している。
2010年代に入ると、主に携帯電話に対していわゆるワン切りの手法で海外の電話番号の着信履歴を残し、折り返し発信させることで国際電話をかけさせる事例が報道されている。

### 国際電話を利用した特殊詐欺
2020年ごろから東南アジアなどの日本国外に置かれた特殊詐欺の拠点が摘発され始めているが、2023年ごろから国際電話番号を利用した特殊詐欺電話が急増している。主にアメリカでの確定申告のために、日本国内から外国の電話番号を取得して電話ができるサービスを提供している海外事業者提供のアプリが使われているとされ、警察当局が注意を喚起している。

### 国際電話不取扱受付センター
上述の国際電話関連トラブルの発生を受け、電話利用者からの申し込みにより、国際通話の利用休止の手続きができるようになった。「国際電話不取扱受付センター」（国際電話会社4社《ソフトバンク、KDDI、NTTコミュニケーションズ、楽天コミュニケーションズ》共同運営）へ、「国際電話利用契約の利用休止申込書」を郵送する。申込書は、国際電話不取扱受付センターに電話（0120-210-364）して取り寄せる事ができる（あるいは同センターのサイトにアクセスして申し込むこともできる）。電話会社ごとの利用休止が設定でき、また利用再開も可能。ただ、電話会社によっては、国際電話の利用休止をすると国内電話も利用休止になってしまう。また、携帯電話や直収電話、IP電話といった非NTT回線は同センターでは取り扱えない。ただし、KDDIメタルプラス電話（家庭用）及びKDDI-IP電話については、「国際電話利用契約の利用休止申込書」にて国際電話利用休止の手続きが可能。

## コソボの国際電話
セルビアから独立したコソボでは6年にも及ぶ交渉の末、国番号383を取得し、2016年12月15日に運用が開始された。